# 世界三大銘茶

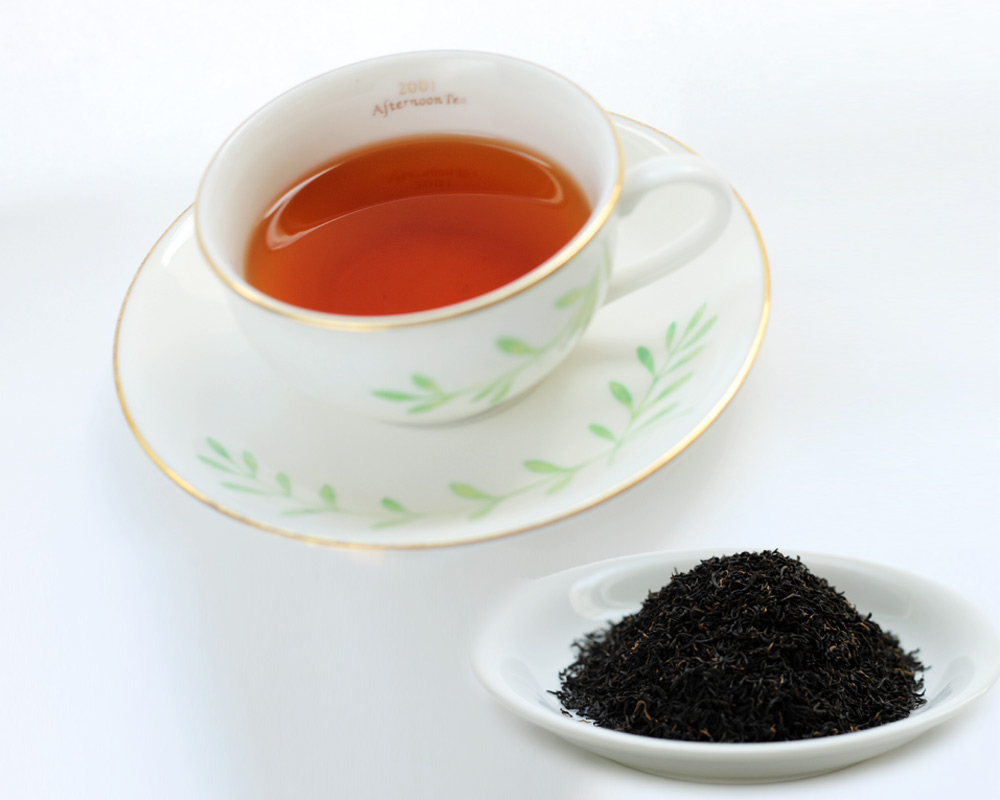
祁門紅茶

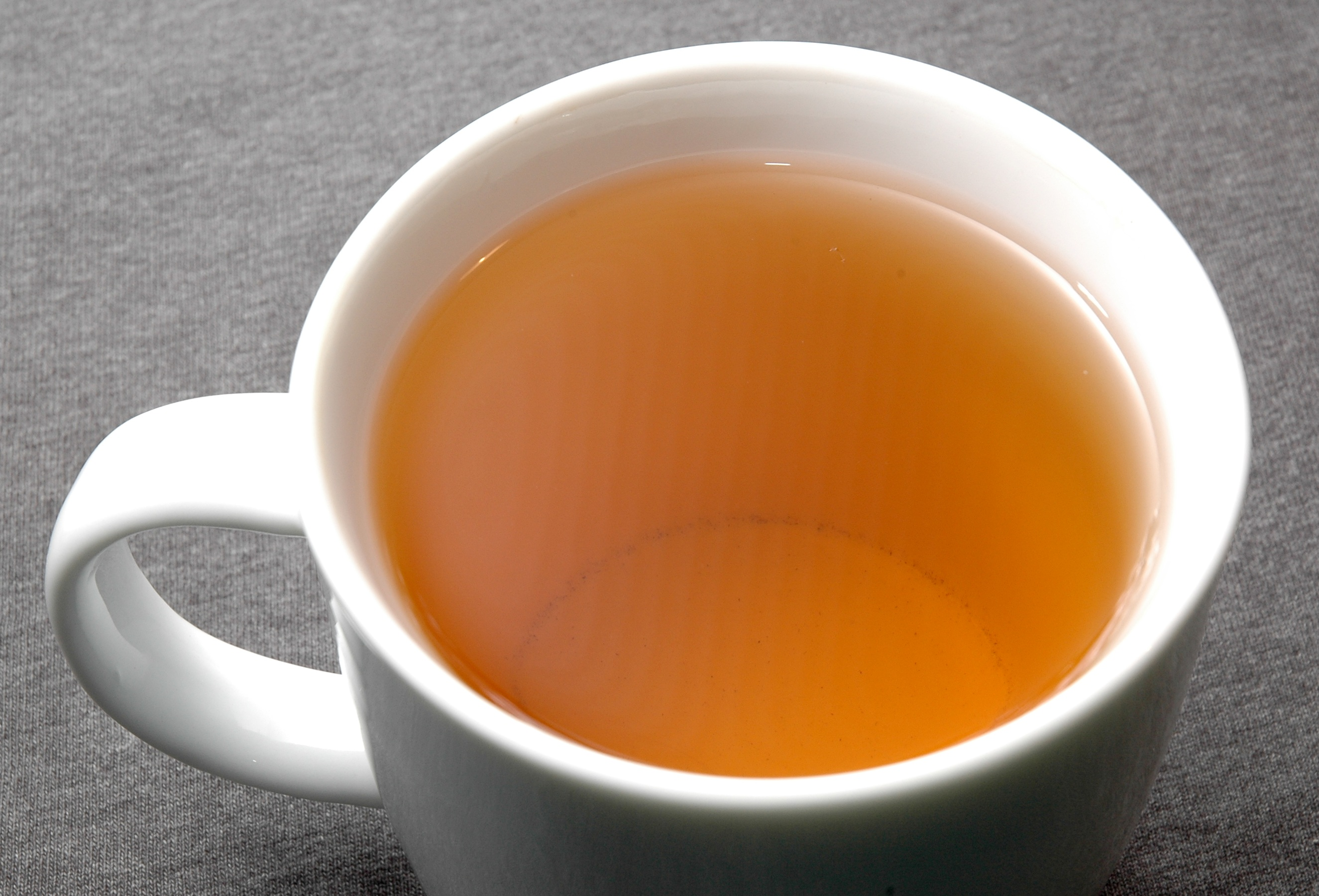
ダージリンティー

世界三大銘茶は、中国の祁門紅茶（キーマン）、インドのダージリンティー（Darjeeling）、スリランカのウバ（Uva）の3つの紅茶の産地を指す。主に日本において高級紅茶に対して使われるキャッチコピーである。
茶葉の産地は、それぞれ中国の安徽省祁門県、インド西ベンガル州、スリランカウバ州である。キーマンは中国十大銘茶にも数えられる。どれも共通して標高の高い土地において独自の製法によって作られ、国際品評会などの場で認められた味や香りを持つ紅茶種を指す。